# Ключи (Крым)
Ключи́ (до 1945 года Аджи́-Ибра́м; укр. Ключі, крымскотат. Acı İbram, Аджы Ибрам) — село в Симферопольском районе Республики Крым, входит в состав Перовского сельского поселения (согласно административно-территориальному делению Украины — Перовского сельского совета Автономной Республики Крым).

## Население
| 2001 | 2014 |
| ---- | ---- |
| 262  | ↗323 |

Всеукраинская перепись 2001 года показала следующее распределение по носителям языка
| Язык             | Процент |
| ---------------- | ------- |
| русский          | 74,05   |
| крымскотатарский | 12,98   |
| украинский       | 9,92    |

### Динамика численности
| - 1805 год — 104 чел. - 1864 год — 102 чел. - 1892 год — 27 чел. - 1915 год — 155/33 чел. - 1926 год — 492 чел. | - 1939 год — 308 чел. - 1989 год — 37 чел. - 2001 год — 262 чел. - 2009 год — 273 чел. - 2014 год — 323 чел. |

## Современное состояние
В Ключах 19 улиц и 1 переулок, площадь, занимаемая селом, по данным сельсовета на 2009 год, 187,9 гектаров, на которой в 103 дворах числилось 273 жителя.
В 2011 году у западной окраины села Ключи была построена солнечная электростанция Перово мощностью 105,56 МВт.

## География

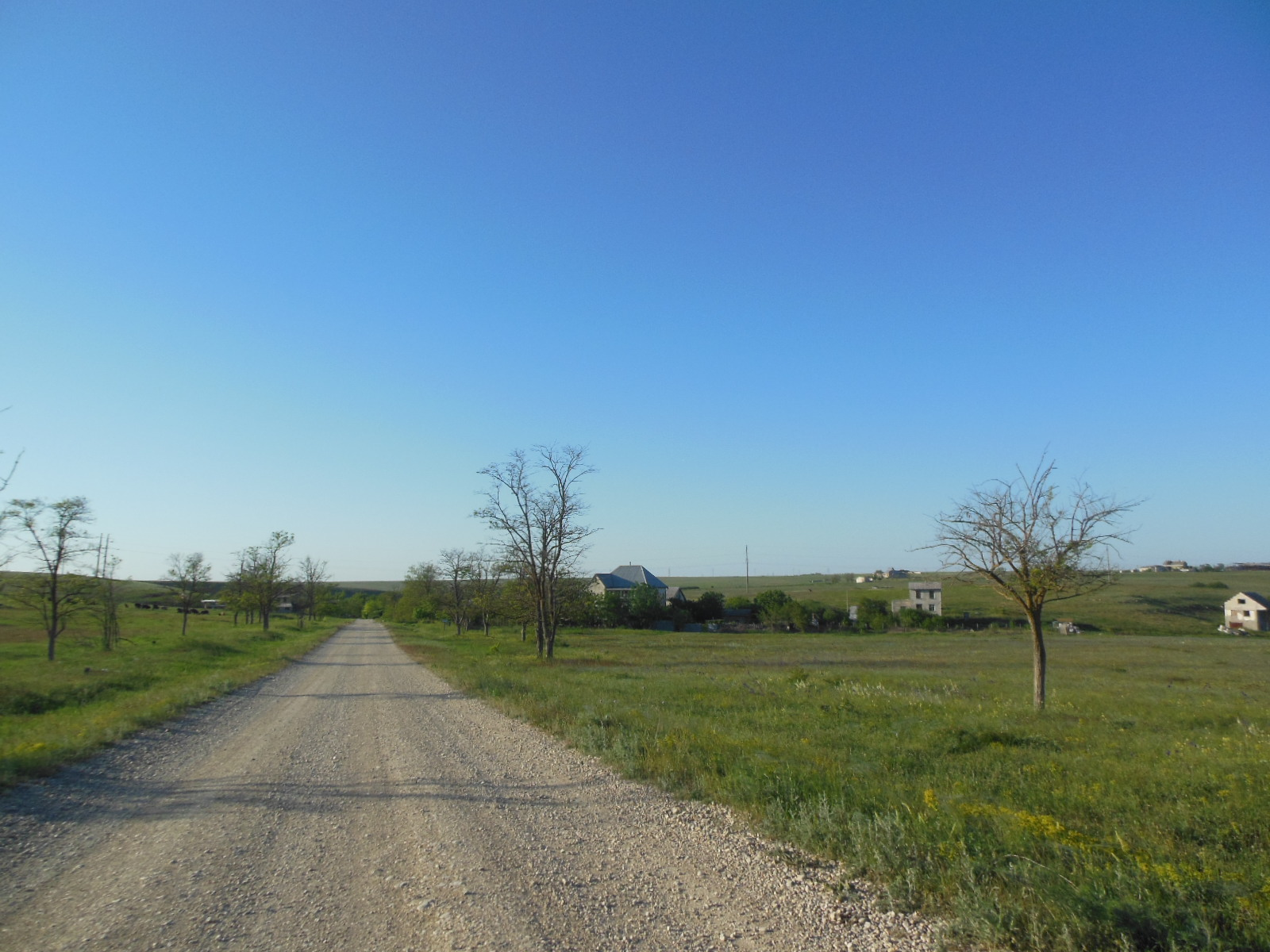
Въезд в село

Село Ключи расположено в центре района, в предгорной зоне Крыма, на куэсте Внешней гряды Крымских гор, в балке Ключевая (ранее — овраг Бузак), высота центра села над уровнем моря 212 м. Ключи находятся в 14 километрах (по шоссе) к западу от Симферополя, в 3 км севернее шоссе 35-К-011 Симферополь — Николаевка, с которой связаны неасфальтированной дорогой Н526 (по украинской классификации Т-0106 и С0-11332); ближайшая железнодорожная станция Симферополь — примерно в 13 километрах. Соседние сёла: Дубки — в 4 км юго-восточнее, в 5 км к северу — Весёлое и Новозбурьевка в 3,5 километрах к югу.

## История
Первое документальное упоминание села встречается в Камеральном Описании Крыма… 1784 года, судя по которому, в последний период Крымского ханства Аджи-Ибрам (записано как 3 деревни Гаджи Ибрагам  — видимо, приходы-маале одной деревни) входил в Акмечетский кадылык Акмечетского каймаканства. После присоединения Крыма к России (8) 19 апреля 1783 года, (8) 19 февраля 1784 года, именным указом Екатерины II сенату, на территории бывшего Крымского Ханства была образована Таврическая область и деревня была приписана к Симферопольскому уезду. После Павловских реформ, с 1796 по 1802 год, входила в Акмечетский уезд Новороссийской губернии. По новому административному делению, после создания 8 (20) октября 1802 года Таврической губернии, Аджи-Ибрам был включён в состав Эскиординскои волости Симферопольского уезда.
По Ведомости о всех селениях в Симферопольском уезде состоящих с показанием в которой волости сколько числом дворов и душ… от 9 октября 1805 года, в Хаджи-Ибраим числилось 12 дворов и 102 жителя — крымских татарина. На военно-топографической карте 1817 года обозначена Хаджи ибраим с 20 дворами. После реформы волостного деления 1829 года Аджи Ибраам, согласно «Ведомости о казённых волостях Таврической губернии 1829 года», передали из Эскиординской волости в состав Сарабузской. На карте 1836 года в деревне Аджи-Ибрам 33 двора, как и на карте 1842 года.
В 1860-х годах, после земской реформы Александра II, деревня осталась в составе преобразованной Сарабузской волости. В «Списке населённых мест Таврической губернии по сведениям 1864 года», составленном по результатам VIII ревизии 1864 года, Аджи-Ибраам — владельческая татарская деревня с 22 дворами, 104 жителями и мечетью при источнике Аджи-Ибрааме (на трёхверстовой карте 1865—1876 года в деревне Аджи-Ибрам 12 дворов). Сохранился документ о выдаче ссуды неким титулярному советнику Егору Афанасьеву и надворному советнику Николаю Афанасьевичу Пора-Леоновичу под залог имения при деревне Адчии Ибрам от 27 мая 1868 года. Затем деревня опустела, что было, скорее всего, связано с эмиграциями крымских татар в Турцию, особенно усилившихся после Крымской войны, и в «Памятной книге Таврической губернии 1889 года» её уже нет.
После земской реформы 1890-х годов деревню передали в состав новой Булганакской волости. По «…Памятной книжке Таврической губернии на 1892 год» в деревне Аджи-Ибрам, входившей Эскендерское сельское общество, числилось 27 жителей в 5 домохозяйствах. На подробной карте 1892 года обозначен лишь господский двор Аджи-Ибрам. По «…Памятной книжке Таврической губернии на 1902 год» в волости числилась экономия Аджи-Ибрам, без указания числа жителей и домохозяйств. По Статистическому справочнику Таврической губернии. Ч.II-я. Статистический очерк, выпуск шестой Симферопольский уезд, 1915 год, на отрубе Васильевка (оно же Аджи-Ибрам) Булганакской волости Симферопольского уезда числилось 58 дворов с русским населением в количестве 155 человек приписных жителей и 33 — «посторонних».
После установления в Крыму Советской власти, по постановлению Крымревкома от 8 января 1921 года была упразднена волостная система и село включили в состав вновь созданного Подгородне-Петровского района Симферопольского уезда, а в 1922 году уезды получили название округов. 11 октября 1923 года, согласно постановлению ВЦИК, в административное деление Крымской АССР были внесены изменения, в результате которых был ликвидирован Подгородне-Петровский район и образован Симферопольский и село включили в его состав. Согласно Списку населённых пунктов Крымской АССР по Всесоюзной переписи 17 декабря 1926 года, в селе Аджи-Ибрам, Булганакского сельсовета Симферопольского района, числилось 104 двора, из них 98 крестьянский, население составляло 492 человека, из них 409 русских, 59 украинцев, 6 болгар, 17 эстонцев, 1 записан в графе «прочие», действовала русская школа. В связи с передачей в 1935 году Булганакского сельсовета в состав Сакского района часть сёл оставили в Симферопольском, в том числе и Аджи-Ибрам, который выделили в самостоятельный сельсовет. По данным всесоюзной переписи населения 1939 года в селе проживало 308 человек.

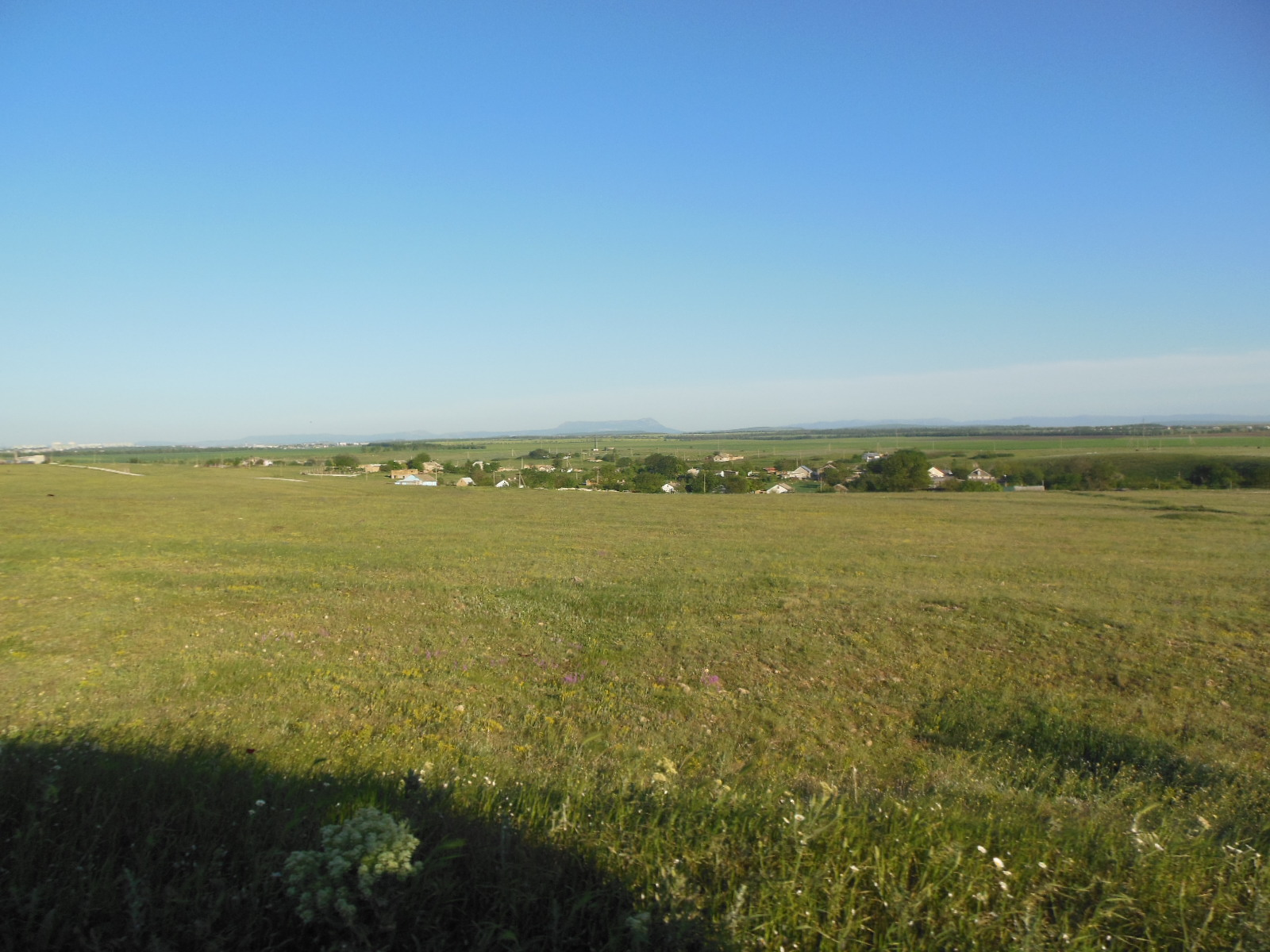

В 1944 году, после освобождения Крыма от фашистов,. 12 августа 1944 года было принято постановление № ГОКО-6372с «О переселении колхозников в районы Крыма», во исполнение которого в сентябре 1944 года в район из Винницкой области переселялись семьи колхозников. Указом Президиума Верховного Совета РСФСР от 21 августа 1945 года Аджи-Ибрам переименовали в Ключевое и, соответственно, Аджи-Ибрамский сельсовет — в Ключевской. С 25 июня 1946 года Ключевое в составе Крымской области РСФСР, а 26 апреля 1954 года Крымская область была передана из состава РСФСР в состав УССР. Время включения в состав Чистенского сельсовета пока не установлено: на 15 июня 1960 года село уже числилось в его составе.
Решением облисполкома от 10 августа 1954 года Ключевской сельсовет упразднили, объединив с Чистенским. Указом Президиума Верховного Совета УССР «Об укрупнении сельских районов Крымской области», от 30 декабря 1962 года Ключевое присоединили к Бахчисарайскому району, а 1 января 1965 года, указом Президиума ВС УССР «О внесении изменений в административное районирование УССР — по Крымской области», вернули в состав Симферопольского. Видимо, в тот же период, после слияния с Сакским районом, во избежание путаницы (с селом Ключевое), переименовано в Ключи. На основании решения Крымского областного Совета депутатов трудящихся от 6 августа 1965 года № 675 Ключевое из Чистенского сельсовета передано в состав Перовского. По данным переписи 1989 года в селе проживало 37 человек. С 12 февраля 1991 года село в восстановленной Крымской АССР, 26 февраля 1992 года переименованной в Автономную Республику Крым. С 21 марта 2014 года в составе Крыма аннексировано Россией.